# WNT9A
WNT9A (англ. Wnt family member 9A) – білок, який кодується однойменним геном, розташованим у людей на короткому плечі 1-ї хромосоми.  Довжина поліпептидного ланцюга білка становить 365 амінокислот, а молекулярна маса — 40 320.
| 10         |  | 20         |  | 30         |  | 40         |  | 50         |
| ---------- |  | ---------- |  | ---------- |  | ---------- |  | ---------- |
| MLDGSPLARW |  | LAAAFGLTLL |  | LAALRPSAAY |  | FGLTGSEPLT |  | ILPLTLEPEA |
| AAQAHYKACD |  | RLKLERKQRR |  | MCRRDPGVAE |  | TLVEAVSMSA |  | LECQFQFRFE |
| RWNCTLEGRY |  | RASLLKRGFK |  | ETAFLYAISS |  | AGLTHALAKA |  | CSAGRMERCT |
| CDEAPDLENR |  | EAWQWGGCGD |  | NLKYSSKFVK |  | EFLGRRSSKD |  | LRARVDFHNN |
| LVGVKVIKAG |  | VETTCKCHGV |  | SGSCTVRTCW |  | RQLAPFHEVG |  | KHLKHKYETA |
| LKVGSTTNEA |  | AGEAGAISPP |  | RGRASGAGGS |  | DPLPRTPELV |  | HLDDSPSFCL |
| AGRFSPGTAG |  | RRCHREKNCE |  | SICCGRGHNT |  | QSRVVTRPCQ |  | CQVRWCCYVE |
| CRQCTQREEV |  | YTCKG      |  |            |  |            |  |            |

A: Аланін

C: Цистеїн

D: Аспарагінова кислота

E: Глутамінова кислота

F: Фенілаланін

G: Гліцин

H: Гістидин

I: Ізолейцин

K: Лізин

L: Лейцин

M: Метіонін

N: Аспарагін

P: Пролін

Q: Глутамін

R: Аргінін

S: Серин

T: Треонін

V: Валін

W: Триптофан

Кодований геном білок за функцією належить до білків розвитку. 
Задіяний у таких біологічних процесах як сигнальний шлях Wnt, поліморфізм. 
Локалізований у позаклітинному матриксі.
Також секретований назовні.